# Congrés Nacional Kurd
El Congrés Nacional Kurd és una plataforma multi-partidària nacional kurda que agrupa a partits i individuals de totes les tendències, i té com a objectiu la independència o unitat del Kurdistan.
Fou fundada el 14 d'abril de 1985 per iniciativa del Partit dels Treballadors del Kurdistan, i en formen part a més d'aquest partit, i entre molts altres, el Partit Democràtic del Kurdistan i la Unió Patriòtica del Kurdistan. Fou inaugurada el 24 de maig de 1999 a Brussel·les. Més recentment, el grup se l'anomena "Congrés Nacional Kurd a la Diàspora".